# Златен век (българско средновековие)
Вижте пояснителната страница за други значения на Златен век.
Златен век е наричан периодът на културен разцвет на българската държава при управлението на цар Симеон Велики.
Отношенията с Византия и победите на бойното поле, Симеон постигнал наистина грандиозни успехи и в държавното управление. Столицата Преслав е построена по византийски образец с цел да съперничи на Константинопол. Там са Златната църква и Тронната зала, които видимо се отличавали от останалите сгради, както с размерите, така и с великолепието си. По това време била създадена и преславската рисувана керамика, която следвала най-престижните византийски образци. Като знак за величието на столицата към нейното име била поставена представката „велики“. Дори в една хроника от X век е казано, че Симеон строил Велики Преслав 28 години.
Историците твърдят, че по време на управлението му настъпва т. нар. „златен век“ на българската култура (терминът е въведен от Спиридон Палаузов в средата на XIX век), тъй като тогава процъфтяват книжнината, архитектурата и изкуствата.

## Симеонов кръг
Симеон събира около себе си т.нар. Симеонов кръг, включващ някои от безспорните литературни творци от българското средновековие. Самият Симеон също се изявява като автор: негови са произведенията „Златоструй“ и Симеоновият сборник, чийто оригинал е унищожен, но са запазени два преписа (първият от 1073 г. по поръчка на киевския княз Светослав II, а вторият – от 1299 г.).
Жанровете, в които авторите от Симеоновия кръг творят, са поучителни слова, похвални слова, жития, химни, поезия, хроника, летопис, исторически разкази. Забележителни са „Шестоднев“ от Йоан Екзарх, „Учително евангелие“ (включващо и „Азбучна молитва“) от Константин Преславски, За буквите на Черноризец Храбър. Имената на други автори от Симеоновия кръг са Тудор Докс, Презвитер Йоан и Презвитер Григорий, от които няма запазени произведения.

## Икони от преславска рисувана керамика
Преславската рисувана керамика започва да се използва със строителството на новата българска столица Велики Преслав. Залежите от каолинова глина в района имат голямо значение за появата и разцвета на този художествен занаят. Тя е ново явление в развитието на българското изкуство в края на IX и началото на Х в., едно от забележителните достижения на приложното изкуство през епохата на „Златния век на българската култура“.
Основното предназначение на преславската керамика е украсата на светските и църковни постройки. Тя сто са изписани евангелски кирилски текстове.
Иконите са колективен труд на художниците-декоратори и керамиците, нанасящи по контурирания образ цветната глеч. Плоскостното линеарно третиране на образите, получавано при първото очертаване на фигурите, се допълвало от блестящите цветни петна. При съчетанието на двете техники – едната живописна, другата керамична – били създадени пълнокръвни образи в изобразително и колоритно отношение.
Особен интерес представляват рисуваните плочки с изображения на светци – керамичните икони. В изображенията се чувства експресивност, монументалност и сдържаност в жестовете. Стилово иконите, рисувани върху керамичните плочки съответстват напълно на каноните на църковно изкуство на Византия през епохата на Македонската династия (византийския живописен стил в Мала Азия и Сирия). Същевременно обаче в тях се чувства свежият полъх на изкуството от предходните векове, традициите на един живописен стил, който за епохата на Х век бил вече анахронизъм. В това изкуство се съчетават в пълно единство архаизиращите черти на свеж провинциализъм с изискаността на официалното византийско изкуство. Всичко това придава на преславската рисувана керамика собствен стил, отличаващ го от стила на всички художествени центрове на Балканския полуостров през Х в.
Въпросът за произхода на преславската керамика е дискутиран в науката. Съществува мнението, че тя има източен произход. Предполага се, че в своя завършен вид е била донесена в Преслав от източни майстори, които са съдействали за развитието на местното керамично производство. Другото становище, без да отрича източния произход, изтъква преди всичко ролята на Византия и керамичните ателиета в Константинопол.

## Просветен и културен подем при цар Петър.
Петър продължава добрите традиции на дядо си Борис и баща си Симеон в развитието на книжовно, просветното и архитектурното дело. При него продължава т.нар. Златен век на българската култура/книжнина. По времето на Петър постепенно започва да се налага кирилицата. Въпреки това поне до средата на XI в. се използват и глаголически, а дори и рунически букви. Множество книжовници живеят и творят при Петър , напр. презвитер Козма и Черноризец Петър.. През времето на цар Петър се появяват старобългарски преводи на Теодор Студит, Йоан Дамаскин, Максим Изповедник и пр. Българската църква получила независимост. Появили се бележити отшелници като Йоан Рилски. Дори развитието на богомилството свидетелства за ограмотяването на населението - богомилите познавали Библията. Също така през времето на царуването на Петър са изградени множество паметни плочи - важна изворова база за историците. Такива са надписът на ичиргу боила Мостич (втората половина на X в.); на хартофилакс Павел от "Кръглата църква"; на жупан Димитър от Северна Добруджа (943); Темничкия надпис от Поморавието и др. Археологическите разкопки във Велики Преслав свидетелстват и за подем в архитектурата. Съществена част от манастирския комплекс е изградена при цар Петър, когато мирното време предполага и по-големи възможности, както и използване на опита на ромейски архитекти. Развива се и жилищното строителство. Манастирският комплекс при Равна, Провадийско е преустроено изцяло Разкопки във Велики Преслав показват, че нарастват и възможностите на българската керамика.

## Памет
На периода са наречени улиците „Златен век“ в квартал „Симеоново“ (Карта) и „Симеонов век“ в квартал „Гео Милев“ (Карта) в София.